# Symplegma rubra
Symplegma rubra är en sjöpungsart som beskrevs av Monniot 1972. Symplegma rubra ingår i släktet Symplegma och familjen Styelidae. Inga underarter finns listade i Catalogue of Life.